# Nadejda Mountbatten, Marchiză de Milford Haven
Nadejda Mihailovna Mountbatten, Marchiză de Milford Haven (28 martie 1896 – 22 ianuarie 1963) a fost a doua fiică a Marelui Duce Mihail Mihailovici al Rusiei și a soției sale morganatice, Sofia, Contesă von Merenberg. A fost sora mai mică a contesei Anastasia de Torby.

## Familie
Bunicii paterni au fost Marele Duce Mihail Nicolaievici al Rusiei și Prințesa Cecily de Baden. Mihail a fost al șaptelea și ultimul copil al țarului Nicolae I al Rusiei și al țarinei Charlotte a Prusiei. Mama ei era nepoata poetului Aleksandr Pușkin, care a fost strănepotul protejatului african al țarului Petru cel Mare, Abram Petrovich Gannibal.

## Căsătorie și copii
Supranumită "Nada," ea s-a căsătorit la Londra, la 15 noiembrie 1916 cu George Mountbatten, al 2-lea Marchiz de Milford Haven. Au avut doi copii:
1. Lady Tatiana Elizabeth Mountbatten (16 decembrie 1917 – 15 mai 1988)
2. David Mountbatten, Marchiz de Milford Haven (12 mai 1919 – 14 aprilie 1970)

În timpul procesului de custodie din 1934 al Gloria Vanderbilt, o fostă servitoare a Gloria Morgan Vanderbilt a făcut o mărturisire cu privire la o posibilă relație lesbiană între Lady Milford Haven și o fostă angajată a ei. De asemenea, Lady Milford Haven a apărut la proces ca martor. Înainte de a pleca în Statele Unite să depună mărturie, Lady Milford Haven a denunțat public mărturia servitoarei ca "un set de minciuni rău intenționate, groaznice".
Nada și cumnata ei, Edwina Mountbatten (soția Lordului Louis Mountbatten), au fost prietene foarte apropiate și cele două mergeau frecvent împreună în aventuri îndrăznețe, călătorind în părțile dificile și de multe ori periculoase ale lumii. Zvonurile din jurul naturii relației lor s-a înmulțit.
Lady Milford Haven a murit la Cannes, Franța, în 1963, la vârsta de 66 de ani.